# Tilia chinensis
Tilia chinensis är en malvaväxtart som beskrevs av Carl Maximowicz. Tilia chinensis ingår i släktet lindar, och familjen malvaväxter.

## Underarter
Arten delas in i följande underarter:
- T. c. intonsa
- T. c. investita